# Simetria

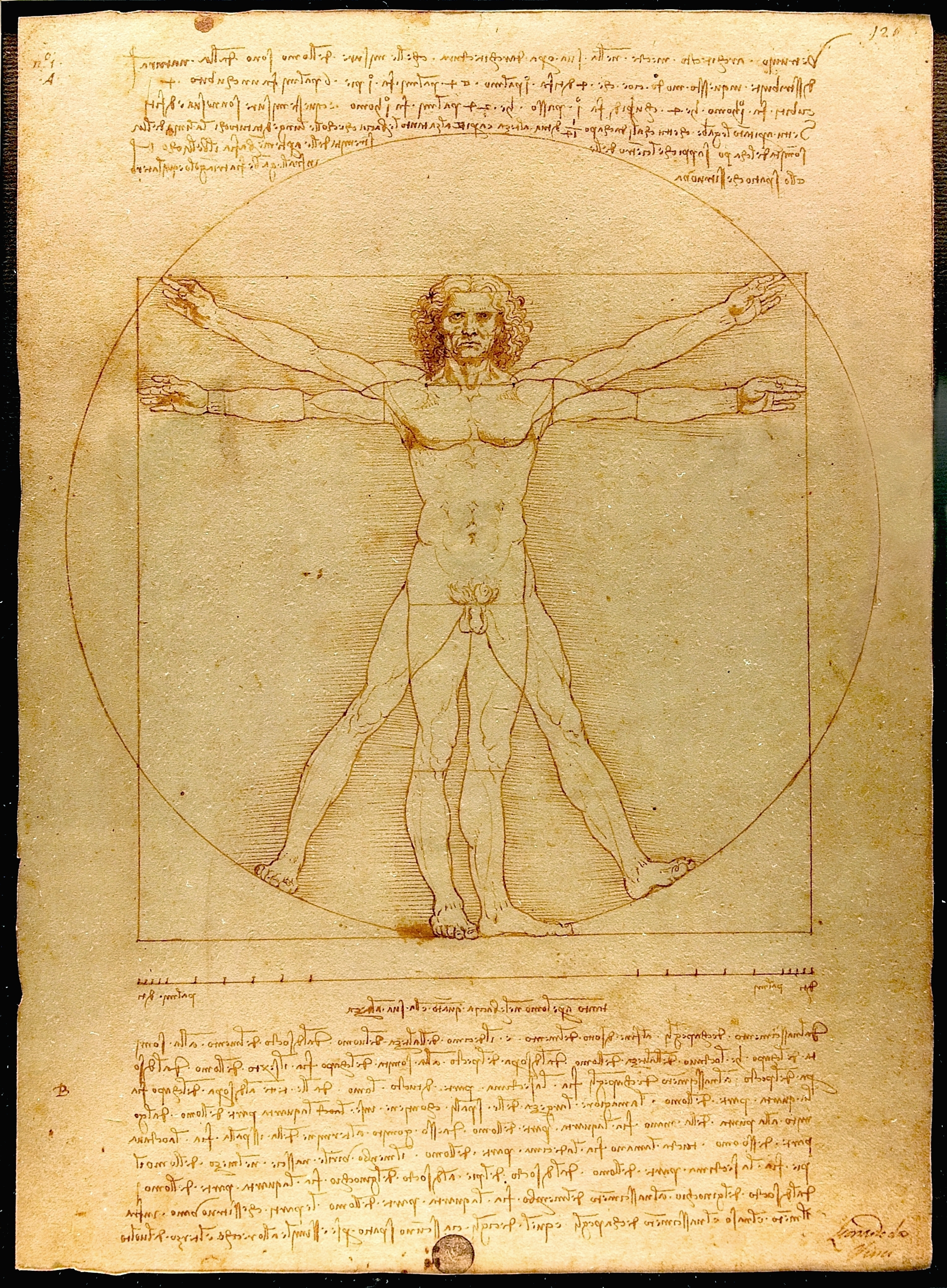
L'home de Vitruvi, de Leonardo da Vinci (ca. 1487), és una representació freqüent de la simetria del cos humà, i per extensió del món natural.

La simetria (via el llatí symmetria del grec συμμετρiα, idem) és la correspondència de dimensions, forma i posició, respecte a un punt, una línia o un pla, dels diferents elements d’un conjunt o de dos o més conjunts entre aquests elements.
L'exemple més senzill és la simetria de l'home i de molts animals. Es veu la simetria amb una línia vertical, com en el famós Home de Vitrivi de Leonarda da Vinci. Aquest exemple és el que s'anomena simetria bilateral.
És un concepte que comporta dos significats principals. El primer comporta una sensació imprecisa d'harmonia o des d'un punt de vista estètic, d'agradable proporcionalitat i equilibri, que reflecteix la bellesa o la perfecció. Per aquest motiu la simetria apareix a nombrosos símbols i artefactes culturals, ja que alguns psicòlegs defensen que l'home busca l'harmonia simètrica de manera instintiva, fins i tot es podria relacionar amb l'atracció sexual, Com que care simètriques més sovint són avaluades com a atractiues.
El segon significat és un concepte precís i ben definit d'equilibri o «patró d'auto-similitud» que pot ser demostrat o provat d'acord amb les regles d'un sistema formal: mitjançant la geometria, a través de la física o des d'altres disciplines. Encara que, en alguns contextos, els significats es distingeixen, els dos significats de "simetria" estan relacionats i s'estudien de manera paral·lela.
La simetria és un tret característic de formes geomètriques, sistemes, equacions, i altres objectes materials o entitats abstractes, relacionada amb la seva invariància sota certes transformacions, moviments o intercanvis. En condicions formals, diem que un objecte és simètric pel que fa a una operació matemàtica donada si, quan aplicat a l'objecte, aquesta operació no canvia l'objecte o el seu aspecte. Pel que fa a un grup donat d'operacions, dos objectes són simètrics un a l'altre si un és obtingut d'un altre per algunes operacions (i viceversa). En la geometria 2D les principals classes de simetria d'interès són les que concerneixen a les isometries d'un espai euclidià: translacions, rotacions, reflexions i reflexions que llisquen.
La simetria també es troba en organismes vius.

## En geometria

Grup de simetria de l'esfera

La simetria més omuna és la simetria geomètrica. Un objecte geomètric es diu que és simètric si, conserva alguna propietat de l'objecte original (és a dir, l'objecte té una invariància sota la transformada). Per exemple, un cercle que fem girar al voltant del seu centre tindrà la mateixa forma i grandària que el cercle original. Un cercle llavors es diu que és simètric en rotació o que té simetria rotacional.
Els tipus de simetries que són possibles per a un objecte geomètric depenen del conjunt de transformacions geomètriques disponibles i quines propietats dels objectes han de romandre sense canvis després d'una transformació. A causa del fet que la composició de dues transformades és també una transformació i cada transformada té una transformada inversa que desfà, el conjunt de transformades en què un objecte és una forma simètrica matemàtica grup.
El grup més comú de transformacions a tenir en compte és el grup euclidià d'isometries, o les transformacions que preserven les distància, en dues dimensions (geometria plana) o tridimensional (geometria sòlida) espai euclidià. Aquestes isometries consisteixen en les reflexions, rotacions, translacions i combinacions d'aquestes operacions bàsiques. Sota una transformació isomètrica, un objecte geomètric és simètrica si l'objecte transformat és congruent a l'original.
Un objecte geomètric és típicament simètric només sota un subgrup d'isometries. Es descriuen els tipus de subgrups isometria a continuació, seguides d'altres tipus de transformar els grups i tipus d'invariància d'objectes utilitzats en la geometria.

### Simetria reflectiva

Un triangle isòsceles amb simetria especular. La línia de punts és l'eix de simetria. Si dobleguem el triangle al llarg de l'eix obtenim dues meitats idèntiques.

Una il·lustració d'una papallona amb simetria bilateral

Simetria de reflexió, simetria de mirall, la simetria d'imatge especular, o simetria bilateral és simetria respecte a la reflexió.
En una dimensió, hi ha un punt de simetria sobre el qual la reflexió es porta a terme, en dues dimensions és un eix de simetria, i en tres dimensions hi ha un pla de simetria. Un objecte o una figura que és indistingible de la seva imatge transformada es diu mirall simètric (vegeu imatge especular).
L'eix de simetria d'una figura de dues dimensions és una línia de tal manera que, si una perpendicular es construeix, qualsevol dels dos punts que es troben a la perpendicular a la mateixa distància de l'eix de simetria són idèntics. Una altra forma de veure-ho és pensar que si la forma anaven a ser doblegada per la meitat sobre l'eix, les dues meitats serien idèntiques: les dues meitats són imatge de l'altre mirall. Així, una quadrada té quatre eixos de simetria, perquè hi ha quatre maneres de doblegar i tenir les vores tot el partit. Un cercle té un nombre infinit d'eixos de simetria que passa pel seu centre, per la mateixa raó.
Si la lletra T es reflecteix al llarg d'un eix vertical, que apareix la mateixa. Això de vegades es diu simetria vertical. Un pot utilitzar millor una formulació inequívoca, per exemple, "T té un eix de simetria vertical" o "T té simetria esquerra-dreta".
Els triangles amb simetria de reflexió són isòsceles, el quadrilàters amb aquesta simetria és un cometa i l'isòsceles un trapezis.
Per a cada línia o pla de la reflexió, els grups de simetria són isomòrfics amb Cs (veure grup punt en tres dimensions), un dels tres tipus d'ordre dos (involució s), d'aquí algebraicament isomorf a C₂. El domini fonamental és un semiplà o semiespai.

### Simetria central, reflecció de punt o altres isometries involutives

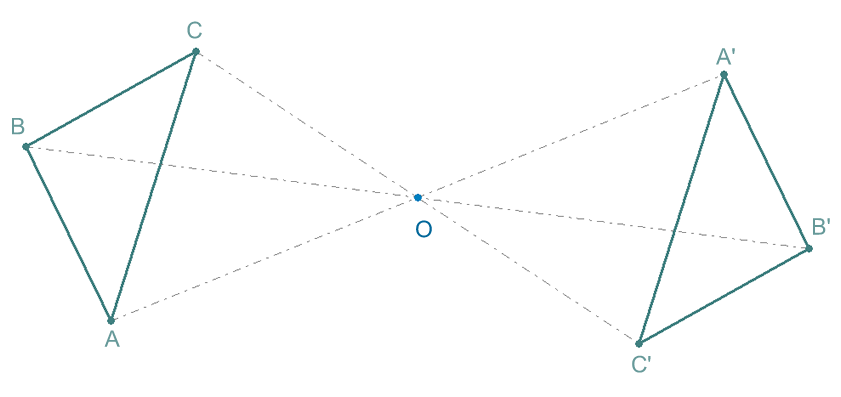
Dos triangles mostrant una simetria central al pla. El triangle A'B'C també es pot generar a partir del triangle ABC mitjançant una rotació de 180° al voltant del punt O.

La simetria de reflexió pot ser generalitzada a altres isometries d'espai m-dimensional que són involucions, com ara
(x1, … xm) ↦ (−x1, … −xk, xk+1, … xm)
en un cert sistema de coordenades cartesianes. Això reflecteix l'espai al llarg d'un m-k-dimensional subespai afí.
Si k = m, llavors potser la transformació és coneguda com un punt de reflexió o una inversió a través d'un punt. Al pla (m = 2) un punt de la reflexió és el mateix que un gir de torn-mitjà (180°), vegeu més endavant.
Tal "reflexió" conserva orientació si i només si k és un nombre nombre parell parell. Això implica que per m = 3 (així com per a altres imparell m) un punt de reflexió canvia l'orientació dels espai, com una simetria d'imatge especular. És per això que en la física el terme P-simetria s'utilitza tant per a la reflexió i el punt de simetria de mirall (P significa paritat). Com a reflex punt en tres dimensions dels canvis a sistema de coordenades esquerres en un sistema de coordenades de mà dreta, la simetria sota un punt de reflexió també es coneix com a simetria esquerra-dreta.

### Simetria rotacional

Simetria rotacional

La simetria rotacional és la simetria respecte a algunes o totes les rotacions en l'espai euclidià m-dimensional. Les rotacions són isometries directes, és a dir, isometries preservant l'orientació. Per tant, un grup de simetria de simetria rotacional és un subgrup del grup euclidià especial E+(m).
Simetria respecte a totes les rotacions al voltant de tots els punts implica simetria de translació respecte a totes les translacions, i el grup de simetria és el conjunt E+(m). Això no s'aplica per als objectes, ja que fa homogèni l'espai, però es pot aplicar a les lleis físiques.
Per simetria respecte a les rotacions al voltant d'un punt que podem prendre aquest punt com a origen. Aquestes rotacions formen el grup especial ortogonal SO(m), que pot ser representat pel grup de m?×?m matrius ortogonals amb determinant 1. Per m = 3 aquesta és la grup de rotació SO(3).
En un altre sentit de la paraula, el grup de la rotació d'un objecte és el grup de simetria en E+(m), el grup d'isometries directes, és a dir, la intersecció del grup de simetria completa i el grup d'isometries directes. Per als objectes quirals és el mateix que el grup de simetria completa.
Les lleis de la física són SO(3)-invariant si no es distingeixen diferents direccions en l'espai. A causa del teorema de Noether, la simetria de rotació d'un sistema físic és equivalent a la moment angular llei de conservació. Vegeu també invariància rotacional.

### Simetria translacional

Triangles congruents generats per translacions al llarg de la fletxa.

La simetria translacional deixa un objecte invariant sota un grup discret o continu de translacions {\displaystyle \scriptstyle T_{a}(p)\;=\;p\,+\,a}. La il·lustració de la dreta mostra quatre triangles congruents generats per les translacions al llarg de la fletxa. Si la línia de triangles s'estén fins a l'infinit en ambdues direccions, tindrien una simetria traslacional discreta, qualsevol traducció que assignés un triangle a un altre deixaria tota la línia sense canvis.

### Simetria reflectivaglide

Una reflexió amb lliscament en la qual el triangle superior es reflecteix sobre l'eix horitzontal i després es trasllada cap a la dreta.

En el pla, una simetria de reflexió de desplaçament (en 3D que es diu una simetria de pla de lliscament) vol dir que un reflex en una línia o un pla juntament amb una translació al llarg de la línia/en el pla, es tradueix en el mateix objecte. La composició de dues reflexions resultats del lliscament en una simetria de translació amb dues vegades el vector de translació. El grup de simetria que comprèn aquestes reflexions i translacions corresponents és la grup fris P11G i és isomorf al grup cíclic infinit Z.

### Simetria rotoreflectiva

Una roto-reflexió en 3D en la qual el triangle superior rota al voltant d'un eix vertical i després es reflecteix sobre un pla horitzontal de simetria.

En 3D, una roto-reflexió o rotació inadequada és una rotació al voltant d'un eix combinat amb la reflexió en un pla perpendicular a aquest eix. Els grups de simetria associats amb roto-reflexions inclouen:
- Si l'angle de rotació no té un comú divisor de 360°, el grup de simetria no és discreta
- Si la roto-reflexió té un angle de rotació 2-n vegades (angle de 180°/n), el grup de simetria és S2n d'ordre 2n N (no confondre amb els grups simètrics, per al qual es fa servir la mateixa notació, el grup abstracte és C2n). Un cas especial és n = 1, una inversió, ja que no depèn en l'eix i el pla, que es caracteritza per només pel punt d'inversió.
- El grup Cnh (angle de 360°/n), per n imparell aquest és generat per una sola simetria, i el grup abstracte és C2n, fins i tot per n parelles això no és una simetria bàsica, sinó una combinació. Vegeu també grups de punts en tres dimensions.

### Simetria helicoïdal

Simetria helicoïdal

La simetria helicoïdal és el tipus de simetria vist en aquests objectes d'ús quotidià com molles, joguines, broques, i trepants. Pot ser vist com a simetria rotacional juntament amb translació al llarg de l'eix de rotació, l'eix de cargol. El concepte de simetria helicoïdal pot ser visualitzada com la localització en l'espai tridimensional que resulta de la rotació d'un objecte en una constant de velocitat angular, mentre que al mateix temps traduir a una velocitat lineal constant al llarg del seu eix de rotació. En qualsevol punt en el temps, aquests dos moviments es combinen per donar un angle de bobinat que ajuda a definir les propietats de l'hèlix traçada. Quan l'objecte de calc gira ràpidament i té una translació lenta, l'angle de bobinatge serà proper a 0°. Al revés, si la rotació és lenta i la translació és ràpida, l'angle de bobinatge s'aproximarà a 90 °.
Hi ha tres classes principals de simetria helicoïdal, que es poden distingir en base de la interacció de l'angle d'enrotllament i simetries de translació al llarg de l'eix:
- Simetria helicoïdal infinita: Si no hi ha característiques distintives al llarg de la longitud d'una hèlix o un objecte com una hèlix, l'objecte té simetria infinita semblant a la d'un cercle, però amb el requisit addicional de translació al llarg de l'eix llarg de l'objecte a tornar el seu aspecte original. Un objecte com una hèlix és un que té en cada punt l'angle regular de bobinatge d'una hèlix, però que també pot tenir un secció transversal d'indefinidament alta complexitat, l'única condició que precisament la mateixa secció existeix (en general després d'una rotació) creuar en cada punt al llarg de la longitud de l'objecte. Exemples senzills són uniformement molls en espiral, slinkies, broques i barrines. Dit amb més precisió, un objecte té simetria helicoïdal infinites si per alguna petita rotació de l'objecte al voltant del seu eix central hi ha un punt proper (la distància de translació) en aquest eix en el qual apareixerà l'objecte tal com ho feia abans. És aquesta simetria helicoïdal infinit que dona lloc a la curiosa il·lusió de moviment al llarg de la longitud d'un cargol sense fi o cargol de bit que gira. També proporciona la capacitat mecànicament útil d'aquests dispositius per moure els materials al llarg de la seva longitud, sempre que es combinen amb una força tal com la gravetat o la fricció que permet als materials per resistir una simple rotació juntament amb el trepant o cargol sens fi.

- Simetria helicoïdal n-vegades: Si el requisit que cada secció transversal de l'objecte helicoïdal ha de ser idèntic és relaxat, simetries helicoïdals addicionals menors arriben a ser possibles. Per exemple, la secció transversal de l'objecte helicoïdal pot canviar, però encara es repeteix d'una manera regular al llarg de l'eix de l'objecte helicoïdal. Per tant, els objectes d'aquest tipus exhibiran una simetria després d'una rotació per algun angle theta fix i una translació per una certa distància fixa, sinó que en general no serà invariant per a qualsevol angle de rotació. Si l'angle (rotació) en el qual es produeix la simetria divideix uniformement en un cercle complet (360 °), el resultat és l'equivalent helicoïdal d'un polígon regular. Aquest cas es diu n-vegades simetria helicoïdal, on n = 360 °, per exemple, un doble hèlix. Aquest concepte es pot generalitzar per incloure els casos en què el {\displaystyle \scriptstyle m\theta } és un múltiple de 360° - és a dir, el cicle es repeteix amb el temps, però només després de més d'una rotació completa de l'objecte helicoïdal.

- Simetria helicoïdal no repetitiva: Aquest és el cas en què l'angle de rotació necessari per a observar la simetria és irracional. L'angle de gir mai es repeteix exactament, no importa quantes vegades es fa girar l'hèlix. Aquestes simetries es creen mitjançant l'ús d'una no-repetició del punt grup en dues dimensions. L'ADN, amb aproximadament 10,5 parells de bases per la seva banda, és un exemple d'aquest tipus de simetria helicoïdal que no es repeteix.[11]

### Simetries no-isomètriques
Una définicio més àmplia de simetria geomètrica permet operacions d'un grup més gran que el grup d'isometries euclidiana. Exemples de grups de simetria geomètriques més grans són:
- El grup de transformació de semblança, és a dir, transformació afí representades per una matriu A que és un escalar vegades una matriu ortogonal. Així, com que l'homotècia s'afegeix, autosimilaritat es considera una simetria.

- El grup de transformacions afins representat per una matriu A amb determinant 1 o -1, és a dir, les transformacions que preserven àrea.
  - Permet afegir, per exemple, obliqua simetria de reflexió.
- El grup de tots bijectiva Transformacions afins.
- El grup de transformacions de Möbius que preserven la relació creuada.
  - Permet afegir, per exemple, inversions reflectives com un cercle a la reflexió a l'avió.

En el programa d'Erlangen de Felix Klein, cada grup possible de simetries defineix una geometria en la qual els objectes que estan relacionats per un membre del grup de simetria es consideren equivalents. Per exemple, el grup euclidiana defineix geometria euclidiana, mentre que el grup de transformacions de Möbius defineix geometria projectiva.

### Simetries d'escala i fractals
La simetria d'escala es refereix a la idea que si un objecte s'amplia o redueix de mida, el nou objecte té les mateixes propietats que l'original. La simetria d'escala és notable pel fet que no existeix per a la majoria dels sistemes físics, un punt que es va descobrir per primera vegada per part del científic italià Galileu. Els exemples simples de la manca de simetria a escala en el món físic inclouen la diferència en la força i la mida de les cames d'un elefant davant ratolins (l'anomenat escala lomètrica), i l'observació que si una espelma feta de cera tova s'amplia fins a la grandària d'un arbre alt, s'enfonsaria immediatament sota el seu propi pes.
Una forma més subtil de simetria d'escala es va demostrar gràcies als fractals. Tal com va ser concebut per Benoît Mandelbrot, els fractals són un concepte matemàtic en el qual l'estructura d'una forma complexa és similar o fins i tot exactament el mateix sense importar el grau d'ampliació s'utilitza per examinar-lo. Una costa és un exemple d'un fractal que passa naturalment, ja que manté més o menys comparable i d'aparença similar complexitat en cada nivell de la vista d'un satèl·lit a un examen microscòpic de com les voltes d'aigua fins contra els grans individuals de sorra. La ramificació dels arbres, que permet als nens a utilitzar petites branquetes com a substituts dels arbres plens de diorames, és un altre exemple.
Aquesta similitud als fenòmens que ocorren naturalment proporciona fractals amb una familiaritat diaria que no es veu típicament amb funcions generades matemàticament. Per tant, poden produir resultats sorprenentment bells tals com el conjunt de Mandelbrot. Curiosament, els fractals també han trobat un lloc com a (CGI de l'anglès Computer-generated imagery), o imatges generades per ordinador, on la seva capacitat per crear corbes molt complexes amb simetries fractals resulta en uns mons virtuals més realistes.

## Simetria en matemàtiques
Generalitzant a partir del concepte de simetria geomètrica vist en la secció anterior, diem que un objecte matemàtic és simètric respecte una operació matemàtica donada si, quan apliquem aquesta operació a l'objecte, l'operació preserva algun tipus de simetria de l'objecte. El conjunt d'operacions que preserven una propietat donada formen un grup. Dos objectes són simètrics l'un a l'altre respecte a un grup d'operacions donat si un s'obté de l'altre mitjançant algunes de les operacions (i viceversa).

### Model matemàtic per la simetria
El conjunt de totes les operacions de simetries, sobre tots els objectes d'un conjunt X, es pot modelar com una acció g : G × X → X, on la imatge de g en G i x en X s'escriu g·x. Si, per algun g, g·x = y llavors hom diu que x i y són simètrics l'un a l'altre. Per cada objecte x, les operacions g tals que g·x = x formen un grup, l'anomenat grup de simetria de l'objecte, un subgrup de G. Si el grup de simetria de x és el grup trivial, llavors x s'anomena asimètric, altrament simètric.
Un exemple general és G un grup de bijeccions g: V → V actuant sobre el conjunt de funcions x: V → W per (gx)(v) = x[g−1(v)] (o un conjunt restringit de tals funcions que sigui tancat sobre l'acció del grup). Així, un grup de bijeccions de l'espai indueix una acció de grup sobre els seus "objectes". El grup de simetria de x consisteix en tots els g pels quals x(v) = x[g(v)] per qualsevol v. G és el grup de simetria de l'espai mateix, i de qualsevol objecte que sigui uniforme en aquest espai. Alguns subgrups de G poden no ser el grup de simetria de cap objecte. Per exemple, si el grup conté, per qualssevol v i w de V, un element g tal que g(v) = w, aleshores només els grups de simetria de les funcions constants x contenen aquest grup. Tot i això, el grup de simetria de les funcions constants és el mateix G.
En una versió particular per espais vectorials, tenim (gx)(v) = h(g, x[g−1(v)]) on h rota tots els vectors i pseudovectors de x, i inverteix tots els vectors (però no pseudovectors) d'acord amb la rotació i inversió de g, vegeu la secció Simetria en física. El grup de simetria de x consisteix en tots els elements g pels quals x(v) = h(g, x[g(v)]) per qualsevol v. En aquest cas, el grup de simetria d'una funció constant pot ser un subgrup propi de G: un vector constant només té simetria rotacional respecte a la rotació al voltant d'un eix si aquest eix és en la direcció del vector, i només té simetria d'inversió si és el vector nul.
Per a una noció habitual de simetria en l'espai euclidià, G és el grup euclidià E(n), el grup d'isometries, i V és l'espai euclidià. El grup de rotació d'un objecte és el grup de simetria si G es restringeix a E+(n), el grup de les isometries directes. (Per generalitzacions, vegeu la següent subsecció.) Els objectes poden ser modelats com funcions x, els valors de les quals poden representar un conjunt de propietats com ara el color, la densitat, la composició química, etc. Depenent de la selecció podem considerar només simetries de conjunts de punts (x és simplement una funció booleana de la posició v), o també podem anar a l'altre extrem; p. ex. la simetria d'esquerra i dreta amb tota la seva estructura.
Donat un grup de simetria, les propietats de part de l'objecte el defineixen completament. Si considerem punts equivalents que, degut a la simetria, tenen les mateixes propietats, les classes d'equivalència són les òrbites de l'acció de grup sobre l'espai mateix. Necessitem el valor de x en un punt de cada òrbita per definir l'objecte complet. Un conjunt de tals representants forma un domini fonamental. El domini fonamental més petit no té simetria; en aquest sentit, hom pot dir que la simetria es basa sobre l'asimetria.
Hom pot construir un objecte amb una simetria desitjada tot escollint un valor de la funció per a cada òrbita. Si comencem a partir d'un objecte x donat, podem, per exemple:
- Prendre els valors en un domini fonamental (és a dir, afegir còpies de l'objecte).
- Prendre, per cada òrbita, algun tipus de valor mitjà o suma dels valors de x als punts de l'òrbita (ídem, allà on les còpies es puguin superposar-se).

Si volem que no hi hagi més simetries que les del grup de simetria, l'objecte que hem de copiar ha de ser asimètric.
Com hem indicat més amunt, alguns grups d'isometries no són el grup de simetria de cap objecte, excepte en el model modificat per espais vectorials. Per exemple, això és cert en una dimensió pel grup de totes les translacions. El domini fonamental és només un punt i, per tant, no podem fer-lo asimètric, perquè qualsevol "patró" invariant per translacions també és invariant per reflexions (aquests són els patrons "uniformes").
En la versió d'espais vectorials, la simetria contínua per translacions no implica la simetria per reflexions: el valor de la funció és constant, però si conté vectors no-nuls, no hi ha simetria per reflexions. Si també existeix simetria per reflexions, llavors la funció constant no conté vectors no-nuls, però pot contenir pseudovectors no-nuls. Un exemple en tres dimensions és un cilindre infinit amb un corrent perpendicular a l'eix; el camp magnètic (un pseudovector) és, en la direcció del cilindre, constant, però no-nul. Per vectors (en particular la densitat de corrent) tenim simetria en qualsevol pla perpendicular al cilindre, a més de simetria cilíndrica. Aquesta simetria cilíndrica sense plans de reflexió al llarg de l'eix només és possible en la versió per espais vectorials del concepte de simetria. Un exemple similar és un cilindre girant al voltant del seu eix, on el camp magnètic i la densitat de corrent se substitueixen pel moment angular i la velocitat, respectivament.
Hom diu que un grup de simetria actua transitivament sobre una mateixa aparició d'un objecte si, per cada parell d'aparicions hi ha una operació de simetria que porta la primera sobre la segona. Per exemple, en una dimensió, el grup de simetria de {…, 1, 2, 5, 6, 9, 10, 13, 14, …} actua transitivament sobre tots aquests punts, mentre que {…, 1, 2, 3, 5, 6, 7, 9, 10, 11, 13, 14, 15, …} no actua transitivament en tots els punts. Equivalentment, el primer conjunt és només una classe de conjugació respecte a les isometries, mentre que el segon conjunt conté dues classes.

### Funcions simètriques
Una funció simètrica és una funció que roman sense canvis per qualsevol permutació de les seves variables. Per exemple, x + y + z i xy + yz + xz són funcions simètriques, mentre que x² – yz no ho és.
Una funció pot romandre sense canvis per un subgrup de totes les permutacions de les seves variables. Per exemple, ac + 3ab + bc no canvia si intercanviem a i b; el seu grup de simetria és isomorf a C₂.

### En lògica
Una relació binària R és simètrica si i només si, sempre que Rab sigui cert, llavors també és cert Rba. Per exemple, "ser de la mateixa edat que" és simètrica, perquè si en Pau té la mateixa edat que la Maria, llavors la Maria té la mateixa edat que en Pau.
Algunes connectives lògiques binàries simètriques són la i (∧, o &), la o (∨, o |), el bicondicional (si i només si) (↔), la nand (not-and, o ⊼), la xor (no-bicondicional, o ⊻), i la nor (not-or, o ⊽).

## Simetria en física

Primera zona de Brillouin d'una xarxa CCC amb etiquetes de simetria

En física el concepte de simetria és molt lligat a la invariància del Hamiltonià o del Lagrangià. Bàsicament es tracta d'un conjunt d'operacions (com per exemple la translació o la rotació) que no produeixen cap canvi en el sistema, això és, el deixen invariant.
Per veure-ho es pot fer servir el següent exemple il·lustratiu. Suposant que existeix un sistema descrit per un Lagrangià L i que aquest és invariant sota la translació:
{\displaystyle q_{i}\to q_{i}+\delta q_{i}}
on {\displaystyle q_{i}} denota la posició de la partícula. El fet que L "és invariant" sota la translació s'expressa matemàticament com:
{\displaystyle {\frac {\partial L}{\partial q_{i}}}=0}
És a dir: el sistema no depèn d'aquesta. Si s'aplica això a les equacions de Lagrange:
{\displaystyle {\frac {d}{dt}}{\frac {\partial L}{\partial {\dot {q_{i}}}}}-{\frac {\partial L}{\partial q_{i}}}=0}
aleshores s'obté que:
{\displaystyle {\frac {d}{dt}}{\frac {\partial L}{\partial {\dot {q_{i}}}}}={\frac {dp_{i}}{dt}}=0}
on s'ha fet servir la definició de moment canònic:
{\displaystyle p_{i}={\frac {\partial L}{\partial {\dot {q_{i}}}}}}
Per tant: si L és invariant respecte la translació a {\displaystyle q_{i}}, llavors el moment canònic conjugat (el corresponent a {\displaystyle q_{i}}) és constant (diem que es conserva, que no canvia en el temps).
El teorema central que tracta les simetries és el teorema de Noether. Grosso modo, ve a dir que per cada simetria existeix una quantitat conservada. En l'exemple que s'ha citat més amunt: a la simetria de translació li correspon la conservació del moment.

## Simetria en química
En química la simetria geomètrica de les molècules és important, particularment en química orgànica. A més propietats com el seu moment dipolar i les transicions espectroscòpiques permeses (basades en regles de selecció com la regla de Laporte) poden predir o ser explicades a partir de la simetria de la molècula. Les simetries que apareixen en química estan associades a grups finits d'isometries, en concret són grups puntuals de transformacions d'isometria.

## Simetria en biologia

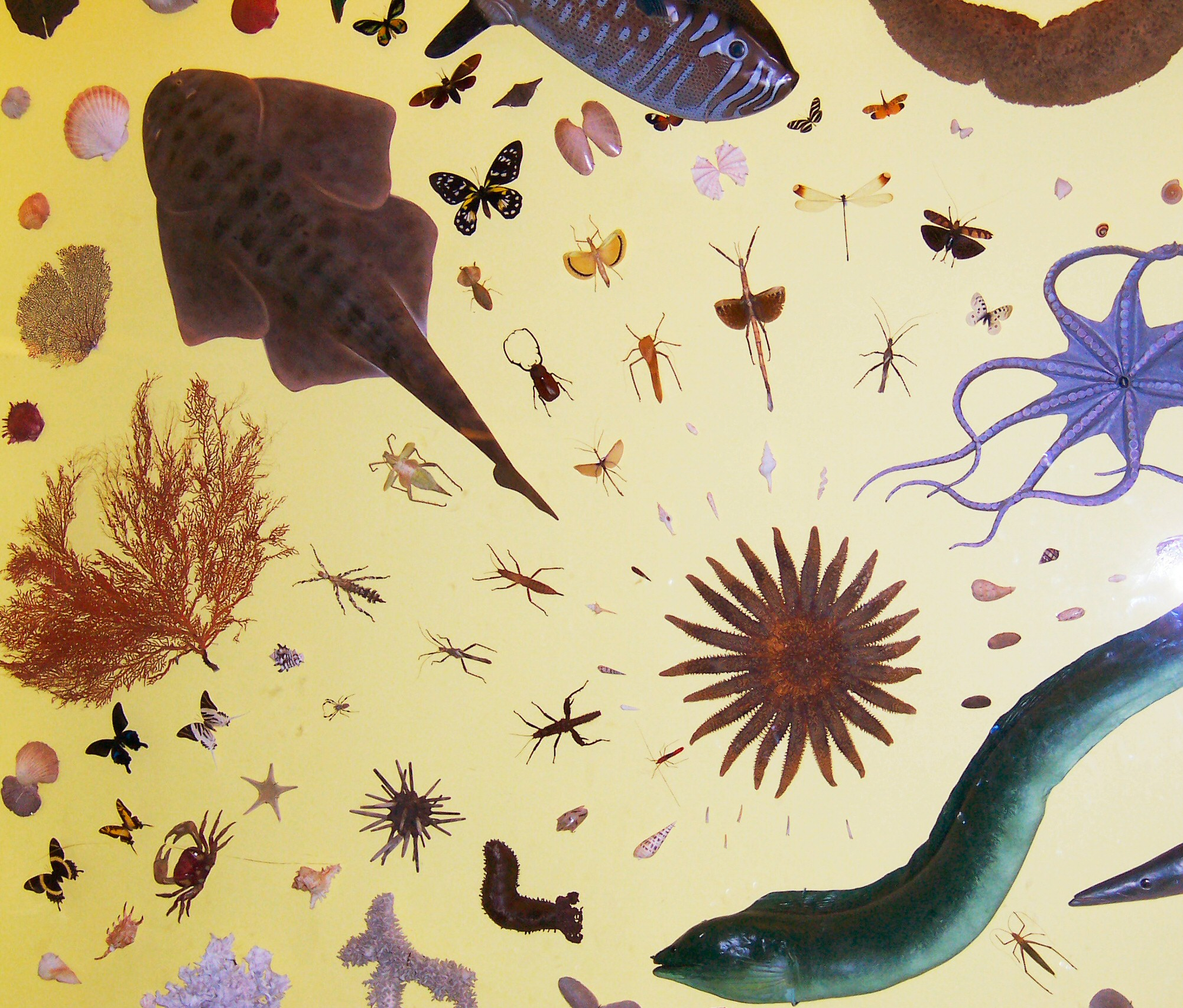
Il·lustració dels diferents tipus de simetria en les formes orgàniques (Field Museum, Chicago)

Simetria en biologia és l'equilibrada distribució en el cos dels organismes d'aquelles parts que apareixen duplicades. Els plans corporals de la majoria d'organismes pluricelulares exhibeixen alguna forma de simetria, bé sigui simetria radial o simetria bilateral. Una petita minoria no presenta cap mena de simetria (són asimètrics).
En biologia hom troba els següents tipus de simetria:
- simetria esfèrica: simetria de rotacions en l'espai tridimensional amb angles arbitraris
- simetria axial (simetria radial, simetria de rotació d'ordre variable): simetria amb respecte a la rotació de qualsevol angle al voltant d'un eix
- simetria rotacional d'ordre n: la que té un angle de gir simètric de 360° / n al voltant d'un eix
- simetria bilateral: simetria respecte a un pla (simetria especular o reflexió)
- simetria translacional: simetria respecte als desplaçaments en qualsevol direcció de l'espai (animals metàmers)
- asimetria triaxial: falta de simetria en tots tres eixos de l'espai

### Simetria radial
La simetria radial és la simetria definida per un eix heteropolar (diferent en els dos extrems). L'extrem que conté la boca es diu costat oral, i el seu oposat costat aboral o abactinal. Sobre aquest eix, s'estableixen plans principals de simetria, dues perpendiculars que defineixen les posicions per-radials. Les estructures en altres plans (bisectrius dels per-radials) queden en posicions inter-radials. La zona entre els per-radials i els inter-radials és la zona ad-radial.
En el passat, els animals amb simetria radial han estat classificats com a clade propi diverses vegades amb el nom de Radiata. Aquest terme ha estat aplicat als equinoderms, tot i que en realitat pertanyen al clade Bilateria, car presenten simetria bilateral al principi del seu desenvolupament.
L'any 1983, Thomas Cavalier-Smith definí un subregne anomenat Radiata, compost pels fílums Porifera, Myxozoa, Placozoa, Cnidaria i Ctenophora (és a dir, tots els animals que no són bilaterals). La classificació de cinc regnes de Lynn Margulis i K. V. Schwartz només classifica els cnidaris i els ctenòfors dins del clade Radiata.
Les classificacions cladístiques actuals no reconeixen Radiata com a clade vertader.

### Simetria bilateral
La majoria d'espècies animals té simetria bilateral i pertany per tant al grup Bilateria, encara que hi ha espècies com els eriçons i les estrelles de mar que presenten simetria radial secundària (les fases de desenvolupament primerenques i les larves tenen simetria bilateral que posteriorment es perd en l'adult). La simetria bilateral permet la definició d'un eix corporal en la direcció del moviment, la qual cosa afavoreix la formació d'un sistema nerviós centralitzat i la cefalització.
La simetria aporta evidències de salut i alguns estudiosos busquen la relació entre aquesta i l'atractiu físic, ja que s'ha postulat que els éssers vius,{{Sfn|Muñoz-Rojas|2003|pp=1, 3 cerquen de manera instintiva la simetria com a garantia d'una reproducció sense problemes i, per tant, es considerarien més atractives les persones amb una cara ben simètrica. Les conclusions, però, no són definitives

## Simetria en música
En música clàssica, hi ha composicions en la qual hi ha frases que tenen notes generades amb simetria bilateral, translació o girs de mitja volta. Alguns exemples de composicions, són el Preludi de Johann Sebastian Bach, la Sonata en G major de Domenico Scarlatti, Lotosblume de Robert Schumann, o  Die Meiestersinger de Richard Wagner.

## Simetria en moral
En la moral es pot donar simetria en dos sentits, en la reciprocitat i en l'empatia. En el primer, una persona rep o espera rebre un tracte igual al que ha donat, per tant és una simetria de la conducta, que obliga a un comportament anàleg en l'altre i que es troba formulada en l'anomenada Regla d'Or de l'ètica, base de molts manaments en diferents cultures. L'empatia, en canvi, igual que la simpatia i altres sentiments similars, es refereix a una simetria emocional, on hom és capaç de reproduir o apropar-se a la situació del proïsme i entendre'l millor.

## Simetria en alimentació d'AC
En el context de l'electrònica de radiofreqüència, es parla d'una alimentació simètrica d'AC quan cap dels conductors és a la massa. Quan un dels conductors és a la massa i l'altre experimenta les variacions de tensió, es diu que l'alimentació és asimètrica.
Hi ha importants aplicacions tecnològiques basades en l'alimentació simètrica, ja que l'alimentació simètrica té el gran avantatge que la pèrdua de potència en la línia de transmissió és un ordre de magnitud menor que l'alimentació asimètrica per cable coaxial. En efecte, el camp altern generat pel conductor ascendent és cancel·lat pel camp generat pel seu homòleg descendent. A més, l'alimentació simètrica en delta permet la simplificació de la construcció. L'alimentació simètrica és per tant l'alimentació preferida en l'operació QRP i en la manera EME, maneres on cada dB de guany compte.

## Simetria en la història, la religió i la cultura

### Simetria en els símbols religiosos
Hom suposa que una de les raons per les quals la simetria és sovint una part integral dels símbols de les religions del món rau en la tendència de les persones a veure el propòsit de la simetria. A la figura de la dreta se'n mostren alguns exemples.

### Simetria en les relacions socials
Hom considera la natura simètrica (incloent també l'equilibri asimètric) de la interacció social en múltiples contextos. Aquí s'inclou l'avaluació de la reciprocitat, l'empatia, la disculpa, el diàleg, el respecte, la justícia i la venjança. Les interaccions simètriques envien el missatge "Som iguals", i les interaccions asimètriques expressen el pensament "Jo sóc especial, millor que tu." Les relacions entre companys es basen en la simetria, i les relacions de poder en l'asimetria.